# Vagina e a vulva artísticas

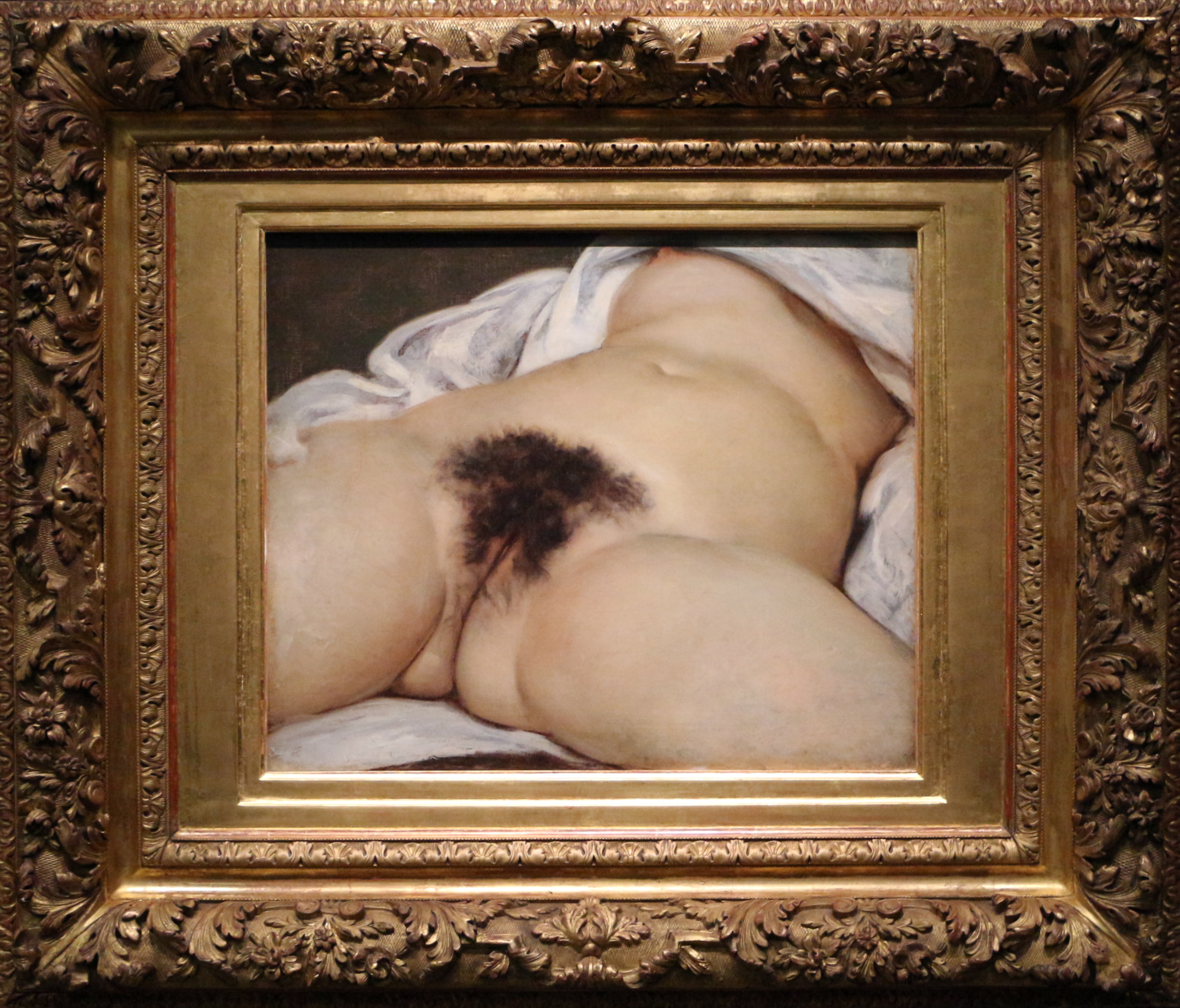
l'origine del mondo, de Gustave Courbet (1865)

A vagina e a vulva artísticas foram retratadas desde a pré-história até a era da arte contemporânea do século XXI. As formas de arte visual que representam os órgãos genitais femininos abrangem bidimensionais (por exemplo, pinturas) e tridimensionais (por exemplo, estatuetas). Já há 35.000 anos, as pessoas esculpiram estatuetas de Vênus que exageravam o abdômen, quadris, seios, coxas ou vulva.